# Pulilan
Pulilan è una municipalità di prima classe delle Filippine, situata nella Provincia di Bulacan, nella Regione del Luzon Centrale.
Pulilan è formata da 19 baranggay:
- Balatong A
- Balatong B
- Cutcot
- Dampol I
- Dampol II-A
- Dampol II-B
- Dulong Malabon
- Inaon
- Longos
- Lumbac
- Paltao
- Penabatan
- Poblacion
- Santa Peregrina
- Santo Cristo
- Taal
- Tabon
- Tibag
- Tinejero